# Peter Adamski
Peter Adamski (* 1948) ist ein deutscher Pädagoge und Geschichtsdidaktiker. Er ist seit 2002 Oberstudienrat im Hochschuldienst am Seminar für Didaktik der Geschichte der Johann Wolfgang Goethe-Universität Frankfurt am Main. Adamski trat ferner als Schulbuchautor in Erscheinung und ist seit 2004 Mitherausgeber der Zeitschrift Geschichte lernen.

## Leben
Adamski studierte Politische Wissenschaften und Geschichte in Marburg. Es folgte die Promotion in Pädagogik über „Volksschulen und Industrieschulen in Württemberg im 19. Jahrhundert“. Zwischen 1978 und 2002 arbeitete er am Kasseler Friedrichsgymnasium, wo er auch eine Geschichtswerkstatt gründete und leitete. Seit 1995 war er außerdem in der Lehrerbildung im Fachbereich historisch-politische Bildung tätig. Zu seinen Schwerpunkten zählten hier die Methodenkompetenz sowie die Dokumentation und Reflexion von Lernprozessen.
Seit 2002 arbeitet er am Seminar für Didaktik der Geschichte bei Gerhard Henke-Bockschatz in Frankfurt am Main. Zu seinen Schwerpunkten in der Lehre zählen die Neueste und die Zeitgeschichte, die Methodik des Geschichtsunterrichts sowie die neue Lehr- und Lernkultur.